# Ly Klein
Ly Klein (* 20. Juni 1898 in Saarbrücken; † 13. Juni 1968 in Zweibrücken) war eine deutsche Malerin.

## Leben
Ly Klein verbrachte ihre Jugendzeit in Saarbrücken. Sie studierte von 1921 bis 1927 an der Kunstakademie in München bei Professor Carl von Marr, dessen Meisterschülerin sie zuletzt war. 1922 war sie Mitbegründerin des Saarländischen Künstlerbundes. Nach anfänglicher Tätigkeit als Restauratorin hielt sie sich von 1930 bis 1931 auf Korsika auf. 1932 war sie in Saarbrücken und nach einem Umzug im Elsass als freie Künstlerin tätig. Sie malte hier insbesondere Motive in und um Reichenweier. Nach dem Zweiten Weltkrieg arbeitete sie zunächst in Saarbrücken und malte vor allem Landschaften der Region. Nach einem Aufenthalt in Lüdenscheid zog Ly Klein nach Zweibrücken. Der Maler Richard Wenzel setzte sie am 1. Februar 1933 als Erbin seines Vermögens ein.
Ein Teil ihres künstlerischen Nachlasses ging 1968 als Stiftung in den Besitz des Museums Pfalzgalerie in Kaiserslautern über.

## Ausstellungen (Auswahl)
- 1933:  Beteiligung an der Ausstellung „Kunstschaffen im Saargebiet 1933/34“, Heimatmuseum, Saarbrücken
- 1934: Beteiligung an der Ausstellung „Süddeutsche Kunst in München“, Neue Pinakothek, München
- 1936: Beteiligung an der Ausstellung „Bildnisse deutscher Männer, Goldschmiedekunst, Liebesringe“, Berlin
- 1936: Beteiligung an der Ausstellung „Kunstschaffen der Westmark“, Pfälzische Landesgewerbeanstalt, Kaiserslautern
- 1941: Beteiligung an der Ausstellung „Kunstschaffen der Westmark“, Museum Folkwang, Essen
- 1942: Beteiligung an der Ausstellung „Kunstschaffen in der Westmark“, Ausstellungshaus Saarbrücken
- 1948: Frühjahrsausstellung des Bundes bIldender Künstler, Saarlandmuseum, Saarbrücken